# لازدییای
لازدییای (به لاتین: Lazdijai) در لیتوانی با جمعیت ۵٬۱۴۰ نفر است که در شهرستان آلیتوس واقع شده‌است.